# Paranisacantha poulaini
Paranisacantha poulaini är en insektsart som beskrevs av Nicolas Cliquennois 2008. Paranisacantha poulaini ingår i släktet Paranisacantha och familjen Anisacanthidae. Inga underarter finns listade i Catalogue of Life.